# Ingorgo mammario
L'ingorgo mammario è un problema che tipicamente si presenta nei giorni immediatamente successivi al parto per il verificarsi di un aumento di dimensioni e di pressione a livello della ghiandola mammaria a seguito della sintesi e della conservazione del latte materno. L'ingorgo di solito si verifica nel momento in cui la mammella passa dalla sintesi del colostro a quella del latte maturo: questa fase viene talvolta definita montata lattea. Questo fenomeno generalmente si verifica 3ª-5ª giornata, anche se è possibile che ritardi di qualche giorno.
In questa fase il latte materno inizia ad essere secreto in abbondanza, talvolta anche in quantità decisamente superiore alle necessità del neonato.
L'ingorgo mammario si può verificare anche in tempi successivi, in particolare quando una donna che allatta al seno manca di effettuare alcune poppate e l'insufficiente suzione comporta l'eliminazione di una quantità scarsa di latte dalle mammelle. L'ingorgo può essere aggravato da un insufficiente allattamento al seno oppure da una qualsiasi causa di blocco dei dotti galattoferi (dotti lattiferi).
Quando le mammelle divengono tese e gonfie possono iniziare a pulsare e causano un dolore variabile da lieve ad estremo. La cute che ricopre la mammella può apparire tesa, edematosa e lucida, talvolta diviene anche arrossata. Si può registrare un lieve rialzo febbrile.
L'ingorgo può portare alla mastite (una infiammazione della mammella) ed un ingorgo non trattato mette sotto pressione i condotti del latte, causando spesso un'ostruzione del dotto. La donna riferisce spesso di sentire la presenza di un nodulo in una determinata zona del seno. Generalmente è proprio in questa regione che la cute appare più arrossata e calda.
Se il disturbo non viene adeguatamente trattato, l'ostruzione del dotto può evolvere verso la complicanza rappresentata dall'infezione della mammella, e la sintomatologia si viene a caratterizzare per un consistente aumento della temperatura corporea, malessere generale ed un ascesso circoscritto.

## Eziologia
L'ingorgo mammario è causato da uno squilibrio tra la produzione di latte materno e la quantità di latte che viene poppato dal neonato. Questa condizione è un motivo relativamente comune di interruzione precoce dell'allattamento al seno materno.
L'ingorgo mammario è associato ad una congestione vascolare e linfatica, e può verificarsi a causa di diversi fattori ma principalmente per un improvviso aumento della produzione di latte (evenienza piuttosto comune nei primi giorni di allattamento), oppure quando il bambino smette improvvisamente di alimentarsi al seno (concomitanza di qualche malattia e conseguente scarso appetito, inizio di una diversa alimentazione comprendente cibi semi-solidi).
L'ingorgo si può anche verificare quando la madre non allatta o smette di effettuare la suzione della mammella con la stessa intensità di sempre.
A distanza di 3-4 giorni dal parto, la quantità di colostro prodotto dalla mammella si riduce e viene rapidamente sostituita da un aumento della produzione di latte. Quando la produzione di latte aumenta velocemente, il volume del latte contenuto nel seno può superare la capacità di stoccaggio degli alveoli e se il latte non viene rimosso, gli alveoli si dilatano eccessivamente, il che può portare alla rottura delle cellule secernenti il latte.
L'accumulo di latte e l'ingorgo che ne risulta sono un importante segnale che può scatenare l'apoptosi (morte cellulare programmata), che provoca l'involuzione della ghiandola secernente il latte, il riassorbimento di latte, il collasso delle strutture alveolari, e la cessazione della produzione di latte.
La descrizione da parte della donna di latte eccezionalmente denso o filamentoso secreto da una mammella ingorgata può essere un segno clinico di una possibile involuzione ghiandolare.
Un grave ingorgo mammario può portare ad un appiattimento dei capezzoli oppure può tradursi in alterazioni dei capezzoli tali da rendere impossibile per il bambino il succhiare tutto il latte dal seno. Questa è una delle cause più comuni di congestione di latte nel seno.
Non tutte le donne sperimentano un ingorgo mammario dopo il parto e un certo grado di ingorgo mammario è comunque normale entro pochi giorni dopo il parto.
Le donne che presentano un'ipoplasia delle mammelle lieve o moderata, con un ampio spazio intramammario (maggiore di 1 cm) ed una forma tubolare, sono particolarmente a rischio per una ridotta produzione del quantitativo di latte necessario per la prima settimana (in genere ne producono meno del 50%).
Decisamente più preoccupanti sono i livelli di ingorgo mammario da moderati a gravi. In questi casi, la condizione può persistere per circa una decina di giorni (raramente più a lungo), anche se i pazienti solitamente presentano sintomi importanti solo nei primi 6-7 giorni.
Una mammella troppo piena e tesa può portare ad un grave ingorgo a causa di una eccessiva attesa prima dell'inizio dell'allattamento al seno del bambino. Lo stesso problema si può presentare quando il neonato non viene alimentato abbastanza spesso oppure si alimenta con piccole poppate che non fanno svuotare sufficientemente il seno. Quest'ultima evenienza, oltre ad associarsi a possibili malattie del bambino, è relativamente comune nei casi in cui il bambino viene alimentato con latte artificiale od in formula. Un grave ingorgo mammario può anche evolvere ad infezioni della mammella.

## Sintomi
Il primo segno della condizione è la comparsa di gonfiore e di dolore fisso alla mammella.
Nei casi più gravi, la mammella interessata diventa decisamente tumefatta, dura, lucida, calda e leggermente nodulare alla palpazione.
La condizione può causare edema ed arrossamento anche dei capezzoli. Nei casi in cui il seno appare decisamente teso e gonfio, il capezzolo può apparire retratto all'interno dell'areola.
La ridotta protrusione del capezzolo rende molto più difficoltoso e traumatico l'attaccamento del neonato e la suzione.
Si instaura così un circolo vizioso poiché l'insufficiente suzione va ad aggravare l'ingorgo mammario, comportando un ulteriore aumento di ristagno di latte nella ghiandola mammaria.
Molto spesso la donna avverte un senso di malessere generale, perdita di appetito, affaticamento, debolezza e brividi. L'ingorgo comporta un disagio generale, una difficoltà nello stabilire un flusso adeguato ed un generale discomfort nell'allattamento.
In una fase iniziale si può registrare un lieve rialzo febbrile ma quando alla sintomatologia si associa la comparsa di mastite o un ascesso circoscritto, si può verificare un consistente aumento della temperatura corporea.

## Trattamento
È molto importante che la donna prosegua con un regolare allattamento. Quando non è possibile attaccare al seno il bambino si consiglia di fare ricorso al tiralatte.
In molti casi un trattamento di supporto e l'applicazione di impacchi caldi e freddi può risultare molto utile.
In particolare le spugnature caldo-umide alla mammella risultano molto utili nei 10-15 minuti che precedono la poppata.
Durante la poppata imparare a rilassarsi, concedersi molta tranquillità, trovare una posizione comoda riducendo nel contempo ogni distrazione dall'atto che si sta compiendo, ritorna molto utile nell'ottica della prevenzione dell'ingorgo mammario.
Anche un delicato massaggio delle mammelle eseguito con dei movimenti concentrici in direzione del capezzolo, può agevolare l'efflusso latteo.
Al termine della poppata, soprattutto se il dolore è intenso, può giovare l'applicazione di un impacco freddo in regione ascellare.
Indossare un reggiseno per allattamento, ben aderente con spalline larghe che non graffiano, con coppe apribili, in grado di contenere comodamente l'intera mammella, può aiutare ad alleviare il disagio e gli altri sintomi.
Alcune opzioni terapeutiche utilizzate in passato (bendaggi compressivi, foglie di cavolo, limitazione dell'apporto di liquidi) sono attualmente cadute in disuso.
Similmente per risolvere il disturbo si tende a non fare più ricorso alla bromocriptina al dosaggio di 2,5 mg per via orale, due volte al giorno, per inibire la produzione di latte: in particolare per l'elevato tasso registrato di effetti collaterali.
Se la sintomatologia non migliora nel giro di qualche giorno, nonostante le misure di supporto, è bene che la paziente si rivolga ad un medico.